# Zeugophora atra
Zeugophora atra es una especie de coleóptero de la familia Megalopodidae.

## Distribución geográfica
Habita en Alaska.